# Arzneimittelkommission
Eine Arzneimittelkommission ist ein mit Fachleuten besetztes Gremium, das Empfehlungen in der Anwendung von Arzneimitteln gibt. In Deutschland spielen die Arzneimittelkommissionen der Kammern der Heilberufe eine wichtige Rolle unter anderem in der Pharmakovigilanz, während in der Schweiz die Eidgenössische Arzneimittelkommission beurteilt, welche Arzneimittel auf die Spezialitätenliste der durch die Krankenkassen erstattungsfähigen Arzneimittel gelangen.
Außerdem gibt es oft an Krankenhäusern Arzneimittelkommissionen, die festlegen, welche Arzneimittel in der Klinik durch die Krankenhausapotheke vorgehalten und durch Ärzte routinemäßig verordnet werden sollen. Sie können die Verwendung gekaufter Arzneimittel bei klinischen Versuchen genehmigen.

## Deutschland

### Arzneimittelkommission der deutschen Ärzteschaft (AkdÄ)
Geschichte

Die Arzneimittelkommission der deutschen Ärzteschaft (AkdÄ) ist seit 1952 ein wissenschaftlicher Fachausschuss der Bundesärztekammer, die historischen Wurzeln reichen aber zurück bis 1911.
Aufgaben

Laut Statut ist die „Aufgabe der Arzneimittelkommission, die Bundesärztekammer in den das Arzneimittelwesen betreffenden wissenschaftlichen Fragen unabhängig zu beraten“.
Eine große Rolle in der Arbeit der AkdÄ spielt die Arzneimittelüberwachung (Pharmakovigilanz). Die AkdÄ nimmt Hinweise von Ärzten auf unerwünschte Arzneimittelwirkungen von Arzneimitteln auf; nach den Berufsordnungen der Ärzte sind diese verpflichtet, unerwünschte Arzneimittelwirkungen der AkdÄ zu melden. Die AkdÄ leitet die Meldungen entsprechend § 62 AMG an die zuständige Bundesbehörde weiter. Diese ergreift dann die durch das Stufenplanverfahren erforderlichen Maßnahmen.
Veröffentlichungen

Die AkdÄ ist Herausgeber der Arzneiverordnungen. Außerdem gibt die AkdÄ neben Therapieempfehlungen zu verschiedenen Krankheiten auch die inzwischen sechsmal jährlich erscheinende Arzneiverordnung in der Praxis sowie in Zusammenarbeit mit der Kassenärztlichen Bundesvereinigung das Informationsblatt Wirkstoff aktuell über zumeist neu eingeführte Arzneistoffe heraus.
Vorstand

Vorsitzender ist Bernd Mühlbauer aus Bremen, Facharzt für klinische Pharmakologie sowie Facharzt für Pharmakologie und Toxikologie. Er hat das Amt seit 2024 inne. Stellvertreter ist der Internist und Diabetologe Andreas Klinge (Hamburg). Weitere Mitglieder des Vorstands der AkdÄ: Sebastian Fetscher (Lübeck), Facharzt für Innere Medizin und Hämatologie und Onkologie, Martina Pitzer (Eltville), Fachärztin für Kinder- und Jugendpsychiatrie und Psychotherapie, sowie der Facharzt für Kinder- und Jugendmedizin Wolfgang Rascher.

### Arzneimittelkommission der Deutschen Apotheker (AMK)
Geschichte

Die Arzneimittelkommission der Deutschen Apotheker (AMK) wurde 1975 als wissenschaftlicher Fachausschuss der ABDA – Bundesvereinigung Deutscher Apothekerverbände gegründet vor dem Hintergrund der bevorstehenden Verabschiedung des Arzneimittelgesetzes (AMG) von 1976.
Aufgaben

Als ständiger Sachverständigen-Ausschuss der ABDA beschäftigt sich die AMK hauptsächlich mit Fragen der Sicherheit von Arzneimitteln (Pharmakovigilanz) und nimmt für die Apothekerschaft vor allem die Aufgaben wahr, die im AMG in § 53 (Anhörung von Sachverständigen) und in den §§ 62/63 (Pharmakovigilanz, Stufenplan) festgelegt sind. In der „Allgemeinen Verwaltungsvorschrift zur Beobachtung, Sammlung und Auswertung von Arzneimittelrisiken“ (Stufenplan) nach § 63 AMG sind die Maßnahmen nach Gefahrenstufen und die Zusammenarbeit der zuständigen Behörden und weiterer beteiligter Stellen, darunter auch der AMK, geregelt.
Die AMK bearbeitet außerdem fachspezifische, medizinisch-pharmakologische bzw. toxikologische Themen aus dem Bereich der Pharmakotherapie. Für ausgewählte Fragestellungen zu Arzneimittelrisiken und arzneimittelbezogenen Problemen steht der AMK ein Netzwerk von Referenzapotheken zur Seite. Die AMK bittet die Referenzapotheken per Umfrage um Auskunft zu Themen der Pharmakovigilanz und Arzneimitteltherapiesicherheit.
Meldewege für Apotheken

Alle Apotheker sind durch die Berufsordnungen der Landesapothekerkammern zur unverzüglichen Meldung von Arzneimittelrisiken an die AMK verpflichtet. Für Meldungen an die AMK stehen zwei Formulare zur Verfügung. Unabhängig davon sind Apotheken nach der Apothekenbetriebsordnung (§ 21 ApBetrO) verpflichtet, ihre zuständige Behörde zu informieren, wenn bei Arzneimitteln oder Ausgangsstoffen die Annahme gerechtfertigt ist, das Qualitätsmängel vorliegen, die vom Hersteller verursacht worden sind.
Verdachtsmeldungen zu Qualitätsmängeln aus Apotheken an die AMK, die mutmaßlich durch den Hersteller verursacht wurden oder wo eine Gefährdung von Patienten nicht ausgeschlossen werden kann, werden von der AMK dem betroffenen pharmazeutischen Unternehmer und der zuständigen Überwachungsbehörde des pharmazeutischen Unternehmers mitgeteilt. Meldungen von Nebenwirkungen (einschließlich Verdachtsfälle) werden nach Eingang und interner Bewertung unverzüglich von der AMK an die jeweils zuständige Bundesoberbehörde (BfArM bzw. PEI) sowie an den betroffenen pharmazeutischen Unternehmer weitergeleitet.
Die zuständige Überwachungsbehörde in den Bundesländern bzw. die Bundesoberbehörde ordnet dann die erforderlichen Maßnahmen an. Die AMK informiert die Apotheken über aktuelle Probleme der Arzneimittelsicherheit (Pharmakovigilanz) und risikominimierende Maßnahmen (Rückrufe, Chargenrückrufe, Chargenüberprüfungen von Arzneimitteln und Medizinprodukten) der pharmazeutischen Unternehmen, der zuständigen nationalen Behörden sowie der Europäischen Arzneimittelbehörde (EMA) bzw. der EU-Kommission.
Veröffentlichungen

Die AMK veröffentlicht wöchentlich Mitteilungen über Risiken von Arzneimitteln und apothekenpflichtige Medizinprodukte sowie zu risikominimierenden Maßnahmen (zum Beispiel Rückrufe, Chargenrückrufe, Chargenüberprüfungen) in der Pharmazeutischen Zeitung und in der Deutschen Apotheker Zeitung sowie auf der AMK-Website.
Für besonders dringliche Meldungen zu Arzneimittelrisiken, die mit einem akuten Gefahrenpotenzial einhergehen und von öffentlichem Interesse sind, kommt ein Schnellinformationssystem zum Einsatz, dass die AMK mit dem PHAGRO-Bundesverband des pharmazeutischen Großhandels e. V. vereinbart hat. Mit einer AMK-PHAGRO-Schnellinformation können alle öffentlichen Apotheken und Krankenhausapotheken in Deutschland innerhalb kürzester Zeit informiert werden. Eine AMK-PHAGRO-Schnellinformation wird durch die AMK ausgelöst und koordiniert.
Die AMK veröffentlicht Empfehlungen zur Beurteilung der Bedenklichkeit von Rezepturarzneimitteln in Apotheken und aktualisiert seit 2001 periodisch eine Liste bedenklicher Stoffe/Rezepturarzneimittel. Diese Liste ist jedoch keine juristisch verbindliche Festlegung; denn hierfür fehlt der AMK die gesetzliche Legitimation.
Die AMK veröffentlicht weiterhin eigene Empfehlungen zur Verbesserung der Arzneimitteltherapiesicherheit (AMTS) sowie Stellungnahmen von Fachgesellschaften.
Vorsitzender und Mitglieder der AMK

Der Fachpharmakologe DGPT und Fachapotheker für Arzneimittelinformation Martin Schulz (geboren 1959) ist seit 2009 Vorsitzender der Arzneimittelkommission der Deutschen Apotheker (AMK). Die weiteren ehrenamtlichen Mitglieder der AMK sind Sachverständige u. a. aus den Bereichen öffentliche Apotheke, Krankenhausapotheke, Universität (Fachgebiete Pharmakologie, Toxikologie, Klinische Pharmazie, Klinische Pharmakologie, Medizin, Pharmazeutische Technologie/Biopharmazie, Pharmazeutische Analytik, Pharmazeutische/Medizinische Chemie, Pharmazeutische Biologie) und Bundeswehrpharmazie. Die Mitglieder der AMK unterstützen die Tätigkeit der Geschäftsstelle der AMK, einer Abteilung des Geschäftsbereichs Arzneimittel der ABDA.
Die Mitglieder und der Vorsitzende der AMK werden für die Dauer von vier Jahren durch den Geschäftsführenden Vorstand der ABDA berufen.

## Österreich
Die Arzneimittelkommission hat laut Gesetz insbesondere folgende Aufgaben:
Erstellen einer Liste der Arzneimittel, die in der Krankenanstalt Anwendung finden (Arzneimittelliste) und deren Adaptierung. weiter die Erarbeitung von Richtlinien über die Beschaffung von und den Umgang mit Arzneimitteln. Die Träger von Krankenanstalten haben sicherzustellen, dass die Arzneimittelkommission bei der Erfüllung ihrer Aufgabe die Beschlüsse der Bundes-Zielsteuerungskommission in Angelegenheiten der gemeinsamen Medikamentenkommission gemäß § 13 Abs. 2 des Bundesgesetzes zur partnerschaftlichen Zielsteuerung-Gesundheit sowie insbesondere nachstehende Grundsätze berücksichtigt.
Für die Anwendung der Arzneimittel ist ausschließlich der Gesundheitszustand der Pfleglinge maßgeblich. Die Auswahl und Anwendung der Arzneimittel darf nur nach den Grundsätzen und anerkannten Methoden der medizinischen und pharmazeutischen Wissenschaft erfolgen.
Bei der Erarbeitung von Richtlinien über die Beschaffung und den Umgang ist auch auf die Zweckmäßigkeit und Wirtschaftlichkeit Bedacht zu nehmen, insbesondere, dass von mehreren therapeutisch gleichwertigen Arzneimitteln das ökonomisch günstigste gewählt wird; gegebenenfalls statt der Verordnung von Arzneimitteln überhaupt andere, z. B. therapeutisch gleichwertige Maßnahmen, die zweckmäßiger und wirtschaftlicher wären, ergriffen werden; bei der Verordnung von Arzneimitteln für die Versorgung nach der Entlassung von mehreren therapeutisch gleichwertigen Arzneimitteln das im Falle einer entgeltlichen Beschaffung ökonomisch günstigste gewählt und, wenn medizinisch vertretbar, das vom Hauptverband der österreichischen Sozialversicherungsträger herausgegebene Erstattungskodex und die darin enthaltenen Richtlinien für die ökonomische Verschreibweise berücksichtigt werden. Die Landesgesetzgebung hat die Träger von Krankenanstalten zu verpflichten, dafür Sorge zu tragen, dass die in der Arzneimittelliste enthaltenen Arzneimittel in der Krankenanstalt Anwendung finden und dass bei Abweichung von der Arzneimittelliste im Einzelfall die medizinische Notwendigkeit dieser Abweichung der Arzneimittelkommission nachträglich zur Kenntnis zu bringen und zu begründen ist. Die Landesgesetzgebung hat sicherzustellen, dass der Arzneimittelkommission jedenfalls ein Vertreter der Sozialversicherung angehört und dass im Wege der Geschäftsordnung der Arzneimittelkommission festgelegt wird, dass die Vorgangsweise gemäß Abs. 4 Z 3 mit diesem Vertreter abzustimmen ist. Darüber hinaus kann die Landesgesetzgebung weitere Vorschriften über die Arzneimittelkommission, insbesondere deren Zusammensetzung, über die Geschäftsordnung, die Einberufung der Kommission, die Verhandlungsführung sowie die von der Kommission allenfalls wahrzunehmenden Kontrollaufgaben, erlassen. Die Arzneimittelkommission hat sich eine Geschäftsordnung zu geben. Weiters hat die Landesgesetzgebung sicherzustellen, dass die Mitglieder der Arzneimittelkommissionen in Ausübung ihrer Tätigkeit keinen Weisungen unterliegen.

## Schweiz
Die Eidgenössische Arzneimittelkommission (EAK) berät das Bundesamt für Gesundheit bei der Erstellung der Spezialitätenliste, einer Positivliste für Arzneimittel. Die Kommission wird nach Art. 37e der Verordnung über die Krankenversicherung mit Vertretern der Behörden und Kantone, der Versicherten, der Ärzte, Apotheker und Spitäler, der Medizin- und Pharmaziefakultäten und der Pharmaindustrie besetzt und vom Bundesrat ernannt. Über die EAK hinaus gibt es einzelne Arzneimittelkommissionen an Krankenhäusern.